# 동작 소묘

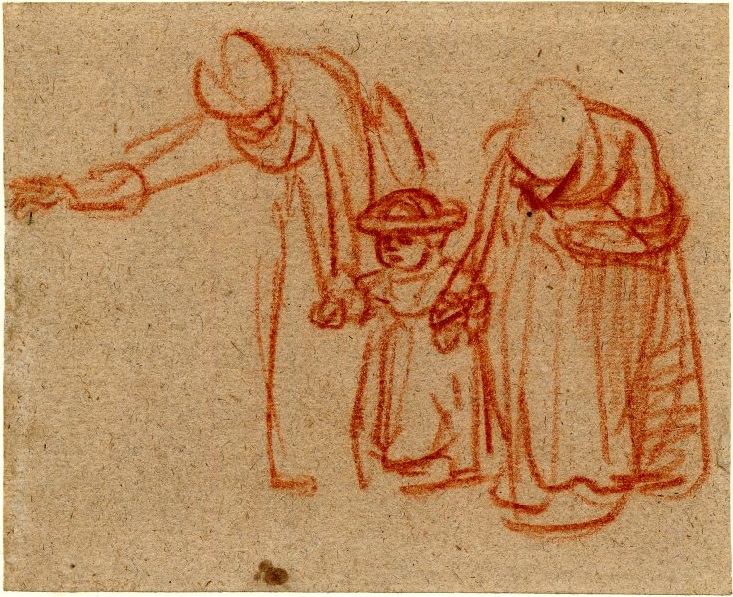
두 어른의 도움으로 걷는 아이를 묘사한 렘브란트의 동작 소묘.

동작 소묘 (動作 素描, 영어: gesture drawing)는 모델이나 인물의 동작, 형태, 자세를 재제로 한 소묘이다. 이때 미술 모델이 특정 상황에서 취한 자세를, 최소 10초부터 최대 5분의 빠른 시간 내에 그리는 것이 일반적이다. 동작 소묘는 보통 인체 소묘 강의에서는 몸풀기로 이뤄지지만, 그 자체를 목적으로도 길러져야 하는 기술이다.
미술가는 일상적인 행동을 하는 사람이나 동물을 모델처럼 멈춰세울 필요 없이 관찰하여 그릴 수도 있다. 예를 들어, 길거리에서 사람들을 그리거나, 무용가의 춤, 운동선수의 몸짓, 동물원의 동물들을 그릴 수도 있다.

## 목적
동작 소묘의 주요 목적은 동작을 통해 인체의 학습을 이루는 것이다. 이러한 행동의 탐구는 미술가가 근육의 운동, 몸 구부림의 효과, 관절의 자연스러운 움직임 범위를 더 잘 이해하는 데 도움이 된다. 동작 소묘는 기본적으로 뇌가 본 것을 스케치하기 위해 손을 훈련하는 방법이다. 동작 소묘는 연습에서 무엇에 집중하는가에 따라 최대 2분부터 최소 5초 정도 걸릴 수 있다. 여기서 "집중"한다는 것은 지속적으로 정신을 집중시키는 것을 의미한다.
동작 소묘를 연습할 때에는 세세한 연구를 하기에는 모델이 계속 유지하기 어려운 즉흥적인 자세들을 그리고, 장시간의 소묘 동안 간과될 수 있는 동작, 행동, 방향의 중요성을 보강한다. 따라서 인체에 내재한 리듬의 기본적인 선에 주목하는 접근법을 권장한다. 소묘를 신속하게 그리는 것은 형태에 드러난 빛에 대한 신중한 연구보다는 자세의 본질에 관련된 미학이자, 표현 방법을 절약하는 방법이기도 하다.
미술가 중에서는 동작 소묘를 몸 푸는 체조의 원리로 받아들이기도 하는데, 선수가 운동이나 스포츠 참가 전에 준비운동을 하듯, 미술가들은 인체 소묘 강의에서 정신적 및 육체적 준비를 하기 위해 동작 소묘를 사용한다. 미술가가 뻣뻣한 스타일의 소묘를 피하기 위해 '긴장을 푸는' 데 소묘 동작을 빠르게 하는 것이 도움을 준다.
동작 소묘를 하는 사람은 자신의 소묘 실력을 자기훈련하는 이점도 얻게 된다. 이러한 매우 빠른 인체 소묘는 잦은 반복을 통해 인체 비례에 대한 본능적 이해를 길러줘서 보다 큰 작품을 그릴 때 도움이 될 수 있다. 미술가 중에서는 동작 소묘를 첫걸음으로 삼아 거기에 작품을 이어 그리기도 하는 반면, 짧은 시간을 즉시 포착하려는 사람들은 동작 소묘 자체를 완성작으로 여기기도 한다.
모델 소묘는 미술가가 모델을 다양한 각도에서 렌즈나 빛의 왜곡 없이 볼 수 있게 하기 때문에 사진 자료보다 더 선호된다. 또한, 짧은 시간 동안의 소묘의 멈춤 없는 반복은 미술가가 직감에 따라 작업하게 한다.
소묘가 2분 이상의 긴 시간을 잡아먹게 될 경우, 그리는 사람은 소묘의 측정과 계획, 그리고 형태 정의에 더 많은 시간을 쓸 수 밖에 없기 때문에, 이를 동작 소묘로 부르지는 않는다. 소묘를 두고 대상을 한 번 측정하거나, 지우거나, 어떻게든 수정하기 시작하면, 동작 소묘를 멈추고 형태 작업을 시작하는 것이다. 여기서 소묘의 복잡성을 발전시킬 수 있을지는 몰라도 순간적인 인상을 정확하게 그리는 능력을 연습하지는 못하게 된다.

## 참고 문헌
- Nicolaïdes, Kimon. The Natural Way to Draw. Houghton Mifflin, 1975. ISBN 0-395-08048-7
- Cahner, Andrew, The Art Model's Handbook. CreateSpace, 2009. ISBN 978-1-4421-6969-2
- Boomhower, Doug. "Gesture Drawing." Captures Movement. Doug Boomhower, n.d. Web. 07 Apr. 2013.

## 같이 보기
- 소묘
- 인체 소묘
- 크로키